# Bürzeldrüse

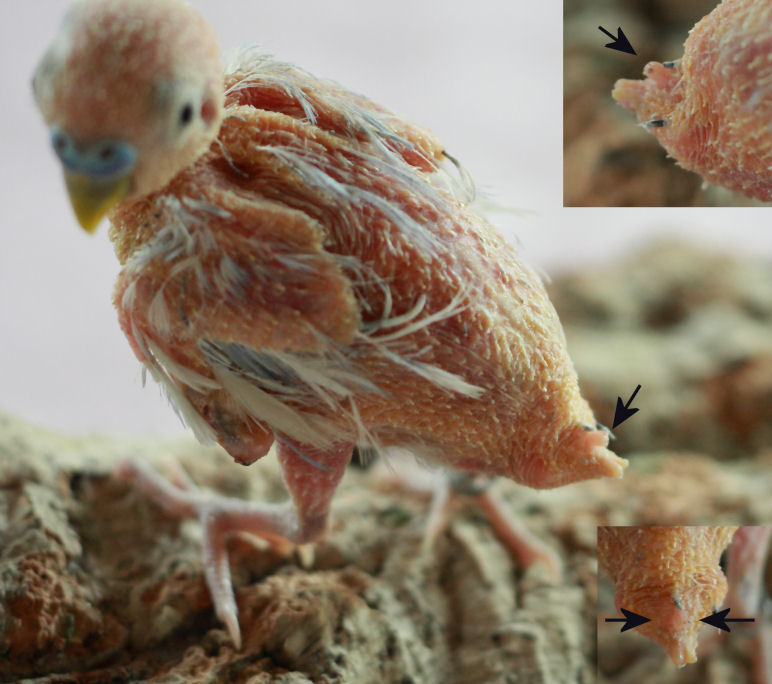
Zapfenartige Bürzeldrüse eines Wellensittichkükens oberhalb der Schwanzwurzel (siehe Pfeil)

Die Bürzeldrüse (lat. Glandula uropygialis oder Glandula uropygii) ist die einzige Hautdrüse vieler Vogelarten. Sie befindet sich auf der Oberseite der Schwanzwurzel, des Bürzels. In der zweilappigen, holokrinen Drüse wird ein öliges Sekret gebildet, das der Vogel mit dem Schnabel oder mit den Beinen im gesamten Gefieder verteilt. Dieses regelmäßige Einfetten ist ein wesentlicher Bestandteil der Gefiederhygiene, das die Geschmeidigkeit des Gefieders bewahrt und es durch die dadurch gewährleistete bessere Verflechtung wasserabweisender macht. Zusätzlich enthält das Sekret auch fungizide und bakterizide Bestandteile. Möglicherweise spielt das Bürzeldrüsensekret auch im Vitaminhaushalt eine Rolle, da es Vitamin-D-Vorstufen enthält. Die Hauptlipidkomponente ist ein Diester-Wachs.
Besonders ausgebildet ist die Bürzeldrüse bei den meisten Schwimmvögeln. Bei einigen Vögeln wie zum Beispiel dem Wiedehopf ist die Bürzeldrüse nur in frühen Entwicklungsstadien der Jungvögel voll funktionsfähig; das von ihr abgesonderte Sekret ist äußerst übelriechend und wird auch zur Abwehr von Fressfeinden eingesetzt. Symbiotische Bakterien im Bürzeldrüsensekret könnten zu dem üblen Geruch beitragen. Bakterien in Bürzeldrüsensekreten sind sonst nur bei Haustruthühnern (Corynebacterium uropygiale) und Grünen Baumhopfen (Enterococcus phoeniculicola) bekannt.
Einige Vogelarten wie zum Beispiel der Emu, Kasuare, die Großtrappe und viele Papageien und Taubenarten verfügen im Erwachsenenalter über keine funktionsfähige Bürzeldrüse. Oft wird bei Vertretern dieser Gattungen die gefiederhygienische Funktion der Bürzeldrüse durch sogenannte Puderdunen ersetzt.
Karotinoidhaltige Bürzeldrüsensekrete, die als kosmetische Farbe auf das Gefieder aufgetragen werden, findet man bei acht Arten asiatischer Nashornvögel und zwei Pelikanarten. Die rosa Gefiederfarbe von Möwen und Seeschwalben während der Brutzeit beruht auf einer Einlagerung von Astaxanthinpigmenten und nicht wie früher vermutet auf einem Auftragen von Bürzeldrüsensekreten.